# Toasting
Il toasting (o toastin' o toast o chatting) è uno stile vocale usato nella musica reggae che consiste nel parlare o cantare/cantilenare sopra un riddim o un beat, ovvero parti di brani musicali essenzialmente composte da percussioni. È composto dalla creazione di un flusso sonoro ininterrotto, all'interno del quale le parole sono abbreviate, storpiate o pronunciate molto rapidamente.
Il toasting deriva dalla tradizione musicale africana e afroamericana ed emerse già negli anni sessanta in quello stile di reggae chiamato dj style. La tecnica del toasting, tramite il dj style, venne adottata anche in altri sottogeneri del reggae successivi come il dub poetry, la dancehall, in particolare nel rub-a-dub, e in parte del raggamuffin. Questo stile fu il precursore della musica rap, che si sviluppò a New York nel 1970 proprio ispirandosi al dj style giamaicano.

## Toasting tradizionale degli afroamericani
Il toasting fa parte della tradizione urbana afroamericana dalla fine della Guerra di secessione americana come parte della tradizione orale, derivata dall'esperienza africana dei griot. Le storie afroamericane parlano solitamente di eroi intelligenti e non del tutto sottoposti alle regole, più o meno antropomorfi, che utilizzano la loro arguzia per sconfiggere gli avversari.
I toaster continuano la tradizione orale del racconto di leggende e mitologie delle comunità in riunioni per strada, o negli angoli delle vie, nei bar e nei centri della comunità, biblioteche e campus universitari. Così come le tradizioni orali, in generale, ed assieme ad altre forme d'arte afroamericane come il blues, il toasting è una mistura di ripetizione ed improvvisazione.
Ci sono molte versioni dei più conosciuti toast, spesso in collisione nei dettagli. Storicamente, il toast è fortemente incentrato sulla figura maschile, e molti toast contengono linguaggio profano o tematiche a sfondo sessuale, anche se ne esistono di versioni con temi maggiormente familiari.
I maggiori toast conosciuti sono "Shine and the Titanic", "Dolemite", "Stack O Lee" e "Signifyin' Monkey". I toaster che attualmente si esibiscono sono Christopher Wilkinson e Arthur Pfister, entrambi di New Orleans, Louisiana.

## Toasting giamaicano
Nei tardi anni 1960 ed all'inizio del decennio successivo si sviluppò dalla musica giamaicana quello che venne chiamato DJ Style. I DJ che lavoravano anche come produttori di musica suonavano le loro ultime creazioni musicali con impianti sonori mobili alle feste, aggiungendo toast o innesti vocali alla musica. Questi toast consistevano in commenti a sfondo vanitoso, canto, rime semi-cantate, cantilene ritmate, squeal, grida e racconti in rima.
Osbourne Ruddock (conosciuto come King Tubby) era un ingegnere del suono giamaicano che creò tracce ritmiche prive di elementi vocali, utilizzate dai DJ per fare toasting grazie a vinili creati ad hoc (conosciuti come dub plate) consistenti in brani senza parti vocali, con aggiunta di eco ed altri effetti sonori.
Nei tardi anni '60 tra i DJ che facevano toasting ricordiamo U-Roy e Dennis Alcapone, quest'ultimo conosciuto per aver mescolato linguaggio da gangster con toni umoristici nelle sue composizioni. Nei primi anni '70 i toaster più conosciuti erano I-Roy (il suo soprannome era un omaggio a U-Roy) e Dillinger, quest'ultimo conosciuto per il suo toasting con forti elementi umoristici. Nei tardi anni '70 fu Trinity a diventare uno tra i toasting DJ maggiormente popolari.
Gli anni 1980 videro la nascita del primo duo di toasting DJ, Michigan & Smiley, e lo sviluppo del toasting anche al di fuori della Giamaica. In Inghilterra, Pato Banton esplorò le sue radici caraibiche con un toasting ricco di humour e riferimenti politici mentre Ranking Roger della band The Beat dagli anni '80 portò il toasting giamaicano a mescolarsi alla sua musica che comprendeva ska, pop, ed alcune influenze punk.
Il rimare ritmico della voce nel DJ toasting giamaicano influenzò anche lo sviluppo del rap nella cultura afroamericana dell'hip hop e nella creazione dello stile conosciuto come Dancehall.

## I successi del toasting
Tra gli autori più famosi del toasting sono da annoverare: il nero Pappa Weasel (che realizzò una celebre quanto controversa versione dub del primo successo dei Culture Club, la ballata reggae intitolata Do You Really Want to Hurt Me, da cui si dissociò finché il pezzo non divenne Numero Uno in mezzo mondo); la bianca Caron Geary, nota con lo pseudonimo di MC Kinky, leader del gruppo degli E-Zee Possee, che ha ottenuto un successo all'inizio degli anni novanta con la canzone Everything Starts with an «E» (altrettanto controversa, anche se per motivi diversi, legati all'utilizzo dell'ecstasy), che citava, tra l'altro, un verso di Jimi Hendrix, "excuse me while I kiss the sky" («scusami mentre bacio il cielo»); e il giovane toaster bianco Amos Pizzey, meglio conosciuto come Captain Crucial, che ha collaborato, anche lui, con i primi Culture Club (cognato del bassista nero, Mickey Craig), realizzando due tracce minori del gruppo (piuttosto popolari nelle esecuzioni dal vivo, ed entrambe pubblicate come lati B di singoli più famosi), intitolate Love Twist e Murder Rap Trap, la seconda delle quali cantata interamente da solo.